# Czarcie Bagno
Czarcie Bagno (do 1945 niem. Teufels Teich) – gęsto zarośnięte roślinnością bagno, położone przy północnej granicy miasta Szczecina i gminy Police w Puszczy Wkrzańskiej, na zachód od dawnej wsi Goślice.
Czarcie Bagno jest położone w podmokłym obniżeniu na północny wschód od Wieleckiej Góry, z tego miejsca wypływa Wielecki Potok.